# Maison de Sudreim
La maison de Sudreim est une dynastie noble du royaume de Norvège, prétendante au trône à la fin du Moyen Âge. Elle a donné son nom à la commune de Sørum, dans le comté d'Akershus au sud du pays.

## Histoire

Les armes de la commune de Sørum, en Norvège, sont basées sur les armoiries médiévales de la dynastie Sudreim.

Lorsqu'au début du XIVe siècle, la dynastie Sverre s'éteint en lignée masculine. La plus jeune fille du roi Haakon V de Norvège, Ingeborg Haakonsdatter, est désignée au lieu de sa sœur aînée, la princesse Agnes Haakonsdatter. Dans l'éventualité de la disparition de la lignée d'Ingeborg, les descendants de la fille illégitime du roi Haakon, Agnes Haakonsdatter, née d'un mariage avec Havtore Jonsson (vers 1275-1319) obtiennent un droit à la succession. Ce droit était appelé la créance Sudreim, en norvégien Sudreimsætten.
Les descendants d'Ingeborg effectuent l'union de la Norvège avec la Suède, le Danemark et avec une variété de principautés du nord de l'Allemagne. Les rois de Norvège de sa lignée résidaient alors régulièrement ailleurs qu'en Norvège. Les forces nationalistes en Norvège cherchent plusieurs fois à avoir un roi norvégien, comme les descendants d'Agnes Haakonsdatter. En conséquence, leur droit de succession est revendiqué et parfois mis en pratique. Périodiquement, un monarque meurt sans héritiers directs, comme Éric II de Norvège en 1299, Olav IV de Norvège en 1387 et Christophe de Bavière en 1448. Dans chaque cas, un proche parent doit être trouvé pour devenir le successeur et certains Norvégiens offrent le trône à un descendant de Sudreim, mais jamais avec succès. 
Au milieu du XIVe siècle, Jon Havtoreson, (1312-1397) et Sigurd Havtoreson (1315-1392), fils de la princesse Agnes Haakonsdatter et Havtore Jonsson (appelé Havtoresønnene ), semblent avoir intrigué contre leur cousin Magnus VII, simultanément roi de Suède et de Norvège. Haakon Jonson, fils de Jon Havtoreson, est enregistré comme s'étant vu offrir le trône en 1387-1388, à la mort d'Olav IV. La mère d'Olav, la reine Marguerite I de Danemark, a sauvé la situation pour elle-même en emmenant un enfant, Bogislav de Poméranie (plus tard rebaptisé Eric, devenant Eric III, Eric XIII et Eric VII des pays de l'union de Kalmar ) à une session du conseil norvégien et le présentant comme héritier légitime. Eric est un arrière-petit-fils maternel d'Eufemia, fille d'Ingeborg Haakonsdatter et du duc Eric Magnusson. Eric était également le petit-fils de la sœur aînée de la reine Margaret, Ingeborg, duchesse de Mecklembourg - et descendait donc des rois récents des trois pays.
En 1448, à la mort de Christophe de Bavière, le trône de Norvège est offert à Sigurd Jonsson, petit-fils et finalement héritier de Sigurd Havtoresonn et de sa femme Ingebjorg Erlingsdottir de Bjarkoy - mais il le refuse. Il détient alors les droits héréditaires combinés de la lignée Stovreim d'Ingeborg Haakonsdatter et de la lignée Sudreim d'Agnes Håkonsdatter. L'offre de 1448 au "Sigurd III" prévu a été faite par plus ou moins le même parti qui, après son refus, a travaillé pour avoir Karl Knutsson de Suède comme roi de Norvège au lieu de Christian Ier du Danemark.

## Chefs de la Maison Sudreim
- Haakon Jonson de Sudreim en 1387-1388
- Sigurd Jonsson en 1448
- Knut Alvsson en 1499-1502
- Haakon Sigurdsson (dc 1407)
- Sigurd Jonsson (mort en 1453)
- Hans Sigurdson (mort en 1466)
- Agnès Alvsdottir Bolt (vers 1398–1472)
- Alv Knutson (vers 1420–1496)
- Karl Knutson (mort en 1520)
- Eirik Knutson (décédé en 1520, quelques semaines après son frère aîné)
- Görvel Fadersdotter (Sparre) de Giske (vers 1516-1605)
- Johan Stensson, comte de Bogesund (1592-vers 1612)
- Gabriel Bengtsson Oxenstierna, comte de Korsholma (1586-1656)